# Гришин, Виктор Иванович (экономист)
Ви́ктор Ива́нович Гри́шин (род. 17 февраля 1951, с. Судосево, Большеберезниковский район, Мордовская АССР) —  российский экономист, а также политический деятель, бывший ректор Российского экономического университета имени Г. В. Плеханова (2008—2020), доктор экономических наук, профессор. Член Высшего совета партии «Единая Россия».

## Биография
Окончил с медалью Судосевскую среднюю школу, поступил в Томский институт радиоэлектроники и электронной техники.
По окончании института работал инженером в Дзержинском филиале опытно-конструкторского бюро автоматики. Затем работал старшим инженером в НИИ саранского завода — «Электровыпрямитель», в Мордовском республиканском объединении «Сельхозтехника» и в институте «Мордовгражданпроект».
С 1985 года находился на руководящих должностях в органах государственной власти республики: заместитель председателя Госплана Мордовской АССР, с 1993 года — министр экономики. В 1996 году был назначен заместителем Председателя Правительства Мордовии. В 1998 году защитил кандидатскую диссертацию «Организационно-экономические основы реформирования экономики субъекта Российской Федерации: на примере Республики Мордовия».
Учёная степень доктора экономических наук присуждена по теме «Региональная экономическая политика в условиях реформирования экономики Российской Федерации (проблемы, теория, практика)» решением ВАК 27 января 2006 года.
Депутат Государственной Думы Федерального Собрания Российской Федерации третьего, четвёртого и пятого созывов с 1999 года, с 2002 года по 2007 год — председатель Комитета Государственной Думы по делам Федерации и региональной политики, затем — член Комитета по энергетике, Заместитель руководителя фракции «Единая Россия» в Государственной Думе. В сентябре 2008 года сложил полномочия. Мандат был передан Константину Шипунову
С 16 июня 2008 года — и. о. ректора Российской экономической академии имени Г. В. Плеханова. С 8 сентября — ректор РЭА (с 2010 года — Российского экономического университета им. Г. В. Плеханова). В 2020 году ушёл с должности.

## Публикации
1. Статья «К концепции перехода Республики Мордовия на модель устойчивого экономического и социального развития»
2. Статья «Промышленность Республики Мордовия в 1997 г.: Итоги и перспективы развития»
3. Статья «Об улучшении роли государственной власти в регулировании социально-экономических процессов в Республике Мордовия»
4. Статья «Республика Мордовия: настоящее и будущее»

## Награды и звания
- Орден «За заслуги перед Отечеством» IV степени (22 октября 2015 года) — за большие заслуги в научно-педагогической деятельности, подготовке квалифицированных специалистов[2].
- Орден Александра Невского (2019 год)[3].
- Орден Почёта (8 сентября 2003 года) — за активную законотворческую деятельность и многолетнюю добросовестную работу[4].
- Орден «Дружба» (17 февраля 2017 года, Узбекистан) — за весомый вклад в развитие узбекско-российского сотрудничества в сфере образования, расширение связей между высшими учебными заведениями двух стран, большие заслуги в подготовке высококвалифицированных кадров для экономических и финансовых систем республики[5].
- Медаль «В память 1000-летия Казани».
- Орден Русской Православной Церкви Святого Благоверного Князя Даниила Московского III степени.
- юбилейная медаль «200 лет Министерству финансов Российской Федерации»
- Благодарность Президента Российской Федерации (21 апреля 2008 года) — за большой вклад в подготовку Федерального закона «О федеральном бюджете на 2008 год и на плановый период 2009 и 2010 годов»[6].
- Благодарность Президента Российской Федерации от 24.07.06 г.
- Почётная грамота Председателя Совета Федерации Федерального Собрания Российской Федерации от 25.04.06г.
- грамота фракции «Единая Россия» в Государственной Думе Федерального Собрания Российской Федерации от 17.02.06г.
- заслуженный экономист Республики Мордовия.
- медаль Министерства обороны Российской Федерации.
- нагрудный знак Министерства внутренних дел Российской Федерации.
- благодарственное письмо Аппарата Государственной Думы Федерального Собрания Российской Федерации третьего созыва от 2003 г.
- диплом Почётного доктора экономических наук, решение ученого совета Российской экономической академии им. Г. В. Плеханова от 29 апреля 1998г протокол № 15.
- Благодарственное письмо от Председателя Всероссийской политической партии «Единая Россия» Б. В. Грызлова.
- Почётная грамота Государственной Думы Федерального Собрания Российской Федерации от 20 декабря 2005 г.
- Почётная грамота Министерства Внутренних дел Российской Федерации.
- член Международного клуба почётных Докторов наук Российской экономической академии им. Г. В. Плеханова.

## Критика
Диссернет выявил научные публикации с множественными публикациями и заимствованиями